# Joe Lynch
Joe Lynch es un cineasta y actor estadounidense, reconocido por dirigir películas de terror como Wrong Turn 2: Dead End (2007), Chillerama (2011) y Knights of Badassdom (2012). En 2014 dirigió la cinta de acción Everly con Salma Hayek como protagonista. Su última película dirigida fue Mayhem (2017), presentada en el Festival South by Southwest y protagonizada por Steven Yeun.

## Filmografía

### Actor
- Terror Firmer (1999)
- The Tiffany Problem (2008)
- Thirsty (2008)
- Hatchet II (2009)
- Chillerama (2011)
- Holliston (2012)
- Suitable Flesh (2023)

### Director
- mAHARBA (1996) (Corto)
- hiBeams (1998) (Corto)
- Wrong Turn 2: Dead End (2007)
- Chillerama (2011)
- Knights of Badassdom (2012)
- Truth in Journalism[3] (2013) (Corto)
- Everly (2014)
- 12 Deadly Days (2016)
- Mayhem (2017)
- Point Blank (2019)
- Suitable Flesh (2023)[4]

### Otras apariciones
- Making Gore Look Good (2007)
- More Blood, More Guts: The Making of 'Wrong Turn 2'  (2007)
- On Location with P-Nut (2007)
- His Name Was Jason: 30 Years of Friday the 13th (2009)
- Into the Dark: Exploring the Horror Film (2009)
- The Psycho Legacy (2010)